# Bristol City Women's Football Club
Il Bristol City Women's Football Club è una società di calcio femminile inglese con sede nella città di Bristol. È la sezione femminile del Bristol City FC. Milita nella Women's Super League 2, serie cadetta del campionato inglese di categoria.
Fondato nel 1998, il club ha partecipato a due edizioni dell'UEFA Women's Champions League.

## Storia
Il club venne fondato nel 1998 come Bristol Rovers Women's Football Club, a seguito di una fusione della sezione femminile del Bristol Rovers Football Club con la squadra gallese Cable-Tel L.F.C., che consentì alla nuova società di accedere alla South West Women's Combination Football League. Dopo due sole stagioni la squadra allenata da Dave Bell vinse il campionato 2000-2001 e venne promossa nella FA Women's Premier League Southern Division. La squadra, allora allenata da Tony Ricketts, riuscì a conquistare il primo posto e la promozione in FA Women's Premier League National Division, la massima serie del campionato inglese, al termine della stagione 2002-2003.

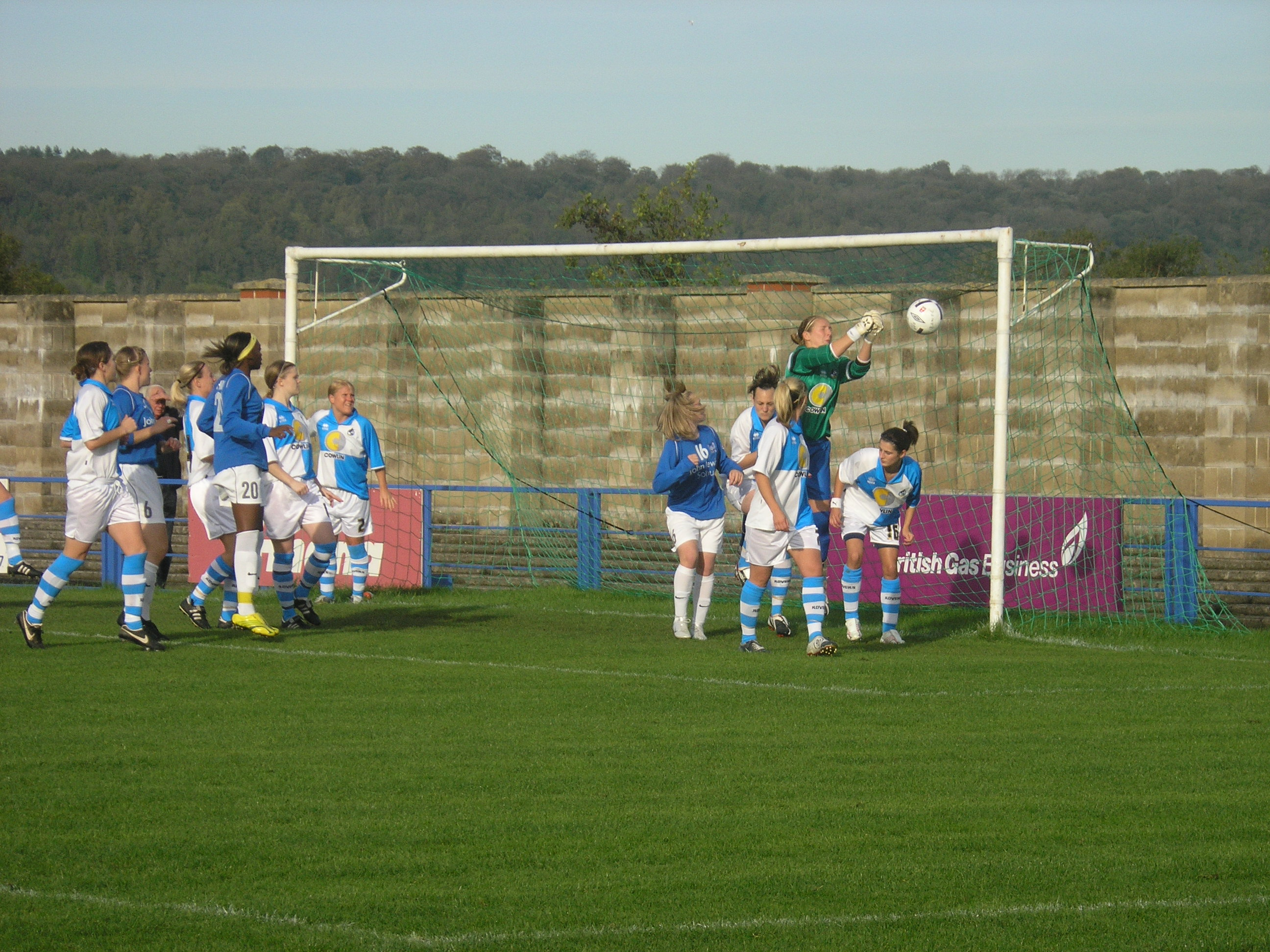
Azione di gioco tra Bristol Academy e Birmingham City nell'ottobre 2006.

Nel 2005 il club venne rimoninato Bristol Academy Women's Football Club in seguito al raggiungimento di un accordo di cooperazione con l'Accademia dello Sport di Bristol. I colori sociali rimasero inalterati, i tradizionali bianco e blu a quadri. La squadra continuò a disputare la massima serie inglese e nel 2010 richiese l'ammissione alla neonata FA Women's Super League e fu una delle otto squadre ad essere stata ammessa al nuovo campionato. Nella prima stagione in FA WSL le Vixens, allenate da Mark Sampson, conclusero il campionato al quinto posto, ma soprattutto raggiunsero la finale di FA Women's Cup 2010-2011, persa per mano dell'Arsenal. In qualità di finalista di FA Women's Cup, partecipò all'UEFA Women's Champions League 2011-2012, venendo eliminato ai sedicesimi di finale dall'Ėnergija Voronež.

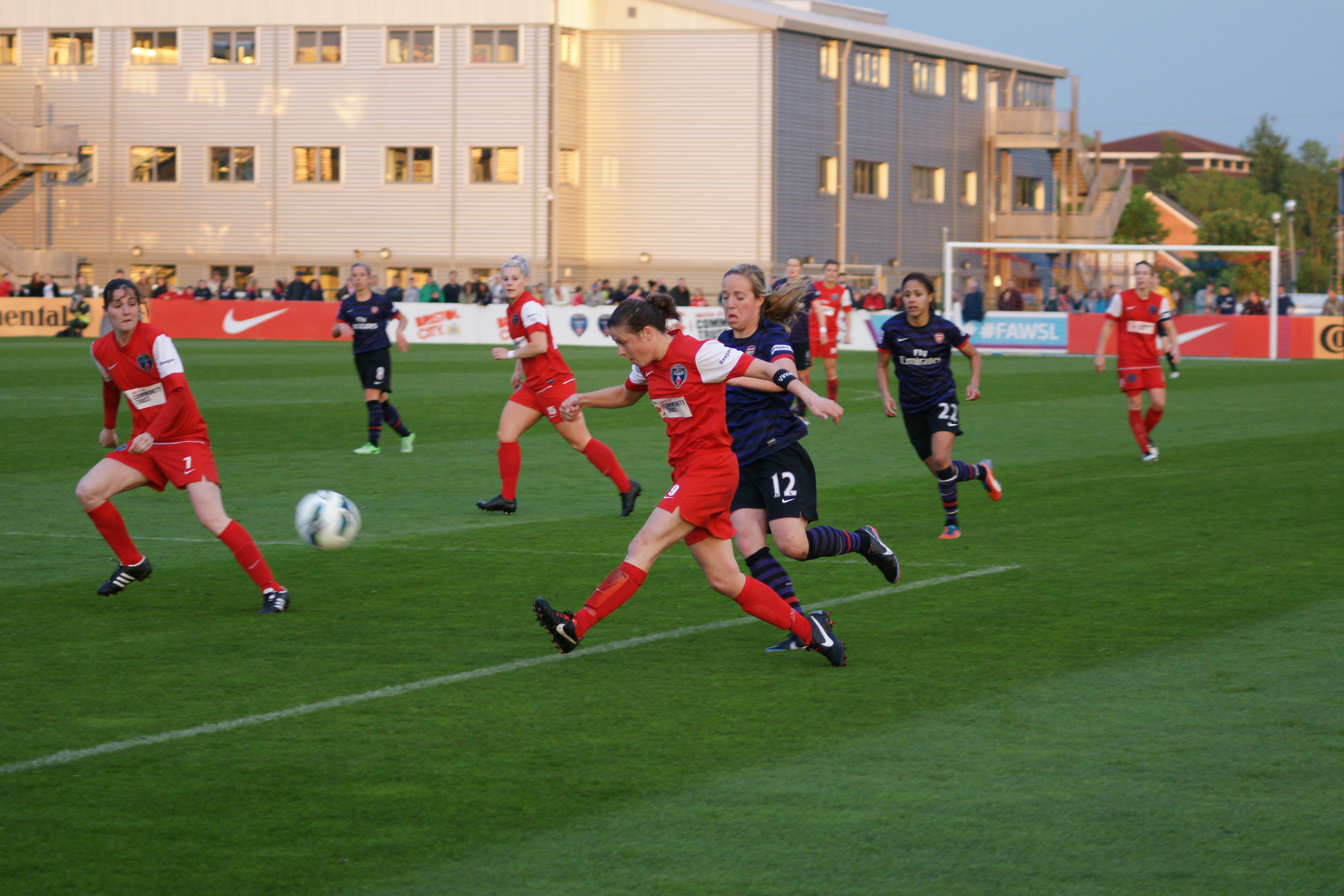
Azione di gioco tra Bristol Academy e Arsenal nel maggio 2013.

Nel 2013 il club firmò un accordo di sponsorizzazione col Bristol City Football Club e cambiò i colori delle maglie in bianco e rosso. Nello stesso anno raggiunse due importanti risultati: il secondo posto in FA WSL e la finale di FA Women's Cup, persa nuovamente contro l'Arsenal. Il secondo posto in campionato consentì al Bristol Academy di accedere nuovamente all'UEFA Women's Champions League nell'edizione 2014-2015, riuscendo a raggiungere i quarti di finale, dove fu eliminato dall'1. FFC Francoforte con un complessivo 12-0 tra andata e ritorno.
Al termine della stagione 2015 il club è stato retrocesso in FA WSL 2, avendo concluso il campionato all'ultimo posto.
Nel novembre 2015 il club ha comunicato il cambio di denominazione in Bristol City Women's Football Club, mantenendo un'indipendenza dal Bristol City FC. Nel dicembre 2015 la FA ha approvato il cambio. Con la nuova denominazione la squadra ha concluso l'edizione 2016 della FA WSL 2 al secondo posto, ma a pari punti con la capolista Yeovil Town, venendo così promossa in Women's Super League 1. Il Bristol City giocò in massima serie per le successive cinque stagioni, concludendo al dodicesimo e ultimo posto la stagione 2020-21 e retrocedendo in Women's Championship. Dopo un terzo posto alla prima stagione in Championship, il club vinse il campionato nella stagione 2022-23 e venne promosso in Women's Super League, facendovi ritorno dopo due anni.

## Palmarès
- Campionato inglese di seconda divisione: 1

2022-2023

### Altri piazzamenti
- Campionato inglese:

Secondo posto: 2013
- FA Women's Cup:

Finalista: 2011, 2013

## Statistiche

### Partecipazione ai campionati
| Livello | Categoria                        | Partecipazioni | Debutto   | Ultima stagione | Totale |
| ------- | -------------------------------- | -------------- | --------- | --------------- | ------ |
| 1º      | Premier League National Division | 7              | 2003-2004 | 2009-2010       | 18     |
| 1º      | Women's Super League             | 11             | 2011      | 2023-2024       | 18     |
| 2º      | Premier League Southern Division | 2              | 2001-2002 | 2002-2003       | 5      |
| 2º      | Women's Super League 2           | 1              | 2016      | 2016            | 5      |
| 2º      | Women's Championship             | 2              | 2021-2022 | 2022-2023       | 5      |
| 3º      | Combination Leagues              | 3              | 1998-1999 | 2000-2001       | 3      |

### Partecipazione alle coppe
| Competizione                  | Partecipazioni | Debutto   | Ultima stagione | Totale |
| ----------------------------- | -------------- | --------- | --------------- | ------ |
| UEFA Women's Champions League | 2              | 2011-2012 | 2014-2015       | 2      |

## Organico

### Rosa 2023-2024
Rosa e numeri come da sito ufficiale.
| N. |                        | Ruolo | Calciatrice             |
| -- | ---------------------- | ----- | ----------------------- |
| 1  | Inghilterra (bandiera) | P     | Fran Bentley (capitano) |
| 2  | Galles (bandiera)      | D     | Ella Powell             |
| 4  | Inghilterra (bandiera) | D     | Naomi Layzell           |
| 5  | Inghilterra (bandiera) | D     | Brooke Aspin            |
| 6  | Irlanda (bandiera)     | C     | Megan Connolly          |
| 7  | Scozia (bandiera)      | A     | Abi Harrison            |
| 8  | Inghilterra (bandiera) | C     | Amy Rodgers             |
| 9  | Giamaica (bandiera)    | A     | Shania Hayles           |
| 11 | Scozia (bandiera)      | D     | Jamie-Lee Napier        |
| 12 | Irlanda (bandiera)     | D     | Chloe Mustaki           |
| 15 | Inghilterra (bandiera) | C     | Jasmine Bull            |

| N. |                             | Ruolo | Calciatrice     |
| -- | --------------------------- | ----- | --------------- |
| 16 | Inghilterra (bandiera)      | C     | Emily Syme      |
| 17 | Danimarca (bandiera)        | A     | Amalie Thestrup |
| 19 | Irlanda del Nord (bandiera) | C     | Rachel Furness  |
| 24 | Galles (bandiera)           | A     | Ffion Morgan    |
| 25 | Inghilterra (bandiera)      | P     | Erin Foley      |
| 27 | Inghilterra (bandiera)      | A     | Jessica Wooley  |
| 28 | Inghilterra (bandiera)      | A     | Tianna Teisar   |
| 29 | Inghilterra (bandiera)      | D     | Mari Ward       |
| 44 | Giamaica (bandiera)         | D     | Satara Murray   |
|    | Stati Uniti (bandiera)      | P     | Kaylan Marckese |
|    | Galles (bandiera)           | A     | Carrie Jones    |